# Japanese Movie Database
Japanese Movie Database (jap. 日本映画データベース Nihon Eiga Dētabēsu, powszechnie znana jako JMDb) – internetowa baza danych zawierająca informacje o japońskich filmach, aktorach i personelu produkcyjnym. 
Strona jest podobna do Internet Movie Database, ale zawiera tylko listę filmów pierwotnie wydanych w Japonii. Y. Nomura założył witrynę w 1997 roku i zawiera filmy od 1899 roku (drugi rok zarejestrowanych wydań filmów w Japonii) do chwili obecnej.
Na stronie istnieją również odniesienia do japońskich filmów wyprodukowanych w koprodukcji z Mandżukuo, Republiką Chińską i innymi krajami, w których japońscy filmowcy byli zaangażowani przed i po II wojnie światowej, a także do filmów Hongkońskiego studia Shaw Brothers, w których japońscy filmowcy zaangażowali się w wymianę personelu po wojnie. Dostępne są również opisy do wydanych filmów 8 mm.